# Lysirude griffini
Lysirude griffini is een krabbensoort uit de familie van de Raninidae. De wetenschappelijke naam van de soort is voor het eerst geldig gepubliceerd in 1985 door Goeke.